# Epione maculosa
Epione maculosa là một loài bướm đêm trong họ Geometridae.